# Brouzet-lès-Alès
Brouzet-lès-Alès är en kommun i departementet Gard i regionen Occitanien i södra Frankrike. Kommunen ligger i kantonen Vézénobres som tillhör arrondissementet Alès. År 2022 hade Brouzet-lès-Alès 681 invånare.

## Befolkningsutveckling
Antalet invånare i kommunen Brouzet-lès-Alès
Referens:INSEE